# Diptychus
A Diptychus  a csontos halak (Osteichthyes) főosztályának sugarasúszójú halak (Actinopterygii)  osztályába, a pontyalakúak (Cypriniformes) rendjébe, a pontyfélék (Cyprinidae) családjába, és az Barbinae alcsaládjába tartozó nem.
Egyes rendszer besorolások szerint a Schizothoracinae alcsaládba tartozik.

## Rendszerezés
A nemhez az alábbi 2 faj tartozik.
- Diptychus maculatus
- Diptychus sewerzowi